# 菅波栄純
 菅波 栄純 （すがなみ えいじゅん、1979年10月16日 - ）は、日本のギタリストであり、THE BACK HORNのギター担当。福島県須賀川市出身。

## 人物
- 趣味は読書。好きな作家は藤原新也で、愛読書は『メメントモリ』。
- THE BACK HORNの中で一番目立つような激しいパフォーマンスでギターの演奏をしている。
- ライブ中は基本裸足スタイル(TV収録時等例外あり)。メンバーで裸足を貫いているのは彼のみである。
- コーヒーと猫が好き。
- だけど、ラブドールがもっと好き。一時期は彼女として扱い、共同生活を送っていたこともある。
- 学生時代の得意科目は現代国語。
- 出不精かつ人見知りであるため、数日家にこもり人と会わなくても苦と感じない。
- 絵を描くことが好き。使用アイテムはiPadとApple Pencil。pixiv[1]やMixChannel[2]に様々なテイストの絵を投稿している。萌え絵も多く、ライブ中のイメージとのギャップが激しい。
- 「バンド好き女子が美男子に声をかけたい漫画」(通称「はぐラブ」)を連載している。呼称としては、通称である「はぐラブ」の方がファンの間では圧倒的に浸透している。Twitter[3]、note[4]等で読むことができる。
- 体幹を鍛える靴(MBT)を長年愛用している。
- 栄ズン、ズン先生などの愛称がある。2006～2008年にかけて連載していたExciteブログ「時代」[5]を菅波栄ズン名義で執筆していた。当時の趣味は「こころ」の研究。
- YouTubeにて本名である「菅波栄純」で活動している[6]。主にTHE BACK HORNのオフショット、雑談、ギターを弾く動画を投稿している。オフショットに関してはバンドの昔の様子が見られる、今となっては貴重なものも多い。
- 定期的にYouTubeとTwitterの同時配信等を行っておりファンとの交流をとても大切にしている。(本人も楽しんでいる)
- 上記のYouTubeの他、あらゆるSNSを活用している(Twitter、Instagram、ツイキャス、ニコニコ動画、TikTok、note、Radiotalk、Pinterest、Tumblr、Clubhouse他)。SNSについての取材に答えたり[7][8]、大学にゲスト講師として迎えられ「音楽とSNS」について対談[9]するなど新たに活躍の場を広げている。
- 寒い季節は動画内で赤白ギンガムチェックのもこもこパジャマ(通称あかぱ)を着用していることが多く、ファンの間ではかわいいととても評判が良い。
- セルフマネジメントについて見識があり、自身の経験に基づいたコラムをnote内で発行している[10]。
- 独学でタスク管理「GTD（Getting Things Done）」、時間管理、プロジェクト管理を習得している(プロデュース業等に活用されている)。

## 来歴
- 2007年12月19日発売の睡蓮のファーストアルバム『音ヲ孕ム(ネヲハラム)』の楽曲「左手」「鶏頭」で客演。
- 2015年夏フェスを中心にスガシカオのサポートギタリストを務めた[11]。
- 2020年7月、人見知りすぎるギタリストとしてフジテレビ系『アウト×デラックス』に初出演し注目を集めた[12]。同年末、同番組内のアウトアワード2020にてダントツの1位を獲得[13]。
- 2021年1月末より、ライブコミュニケーションアプリPococha(ポコチャ)にて、自身が歌うカラオケ配信(雑談含む)を精力的に行っている。（同年2月20日ガーガーダック部門でデイリーランキングで初の1位を獲得）
- 2021年4月21日より、作詞・作曲・編曲家としてのソロワークを「eijun」名義で開始。[14]

## 使用機材

### ギター
- Gretsch G6131 Jet Firebird[15]
- Gretsch 6128-57 DUO JET
- Fender Jaguar[16]
- Suhr STタイプ[17]
- Knaggs Guitars Choptank[18]

### アンプ
- ブルーノ PONY-50 + マーシャル/1960A[19]
- ディーゼル VH4 + ディーゼル V412 FC/FD[20]
- Kemper Profiling Amplifier[21]

## 参加作品
| 発売日         | アーティスト名    | タイトル                                       | 収録曲                   | 備考                                             |
| -------------- | ----------------- | ---------------------------------------------- | ------------------------ | ------------------------------------------------ |
| 2009年7月22日  | THE BOOM          | 『BOOMANIA〜THE BOOM SPECIAL BEST COVERS〜』   | 7.ひのもとのうた         | ユウ・菅波栄純・ハラダイス銀河・Cheeta・奥野真哉 |
| 2009年11月18日 | a flood of circle | 『PARADOX PARADE』                             | 7.噂の火 8.Forest Walker | Guitar: 菅波栄純                                 |
| 2015年5月13日  | 怒髪天            | 『怒髪天 酒唄傑作選 ～オヤジだョ！全員酒豪～』 | 10.日本全国酒飲み音頭    | 松田晋二と共に合唱で参加                         |
| 2017年9月27日  | minus(-)          | 『R』                                          | 5.Spell-ver.1.0          | Vocals: Yow-Row Guitar: 菅波栄純                 |

## 楽曲提供
| 発売日・ 配信スタート | アーティスト名                                | タイトル                                                | 収録曲                                                                 | 備考 |
| --------------------- | --------------------------------------------- | ------------------------------------------------------- | ---------------------------------------------------------------------- | --- |
| 2008年9月24日         | 三木眞一郎 come across ロックオン・ストラトス | 『永遠の螺旋 ～機動戦士ガンダム00 VoiceActorSingle II』 | 1.永遠の螺旋 2.Answer                                                  | 1.作詞・作曲: 菅波栄純・松田晋二 編曲: 菅波栄純・松田晋二・武内剛 2.作詞・作曲: 菅波栄純 編曲: ケンカイヨシ |
| 2018年10月31日        | JUNNA                                         | 『17才が美しいなんて、誰が言った。』                    | 7.世界を蹴飛ばせ!                                                      | 作詞・作曲・編曲: 菅波栄純                                                                                  |
| 2019年3月20日         | みゆはん                                      | 『闇鍋』                                                | 3.人間関係満腹中枢                                                     | 作詞・作曲・編曲: 菅波栄純                                                                                  |
| 2020年1月22日         | みゆはん                                      | 『ぷ。』                                                | 3.キスは無理 10.エチュード                                             | 3.作詞・作曲: 菅波栄純 編曲: 春日俊亮 10.作詞・作曲・編曲: 菅波栄純                                         |
| 2020年3月11日         | Gacharic Spin                                 | 『Gold Dash』                                           | 6.超えてゆけ                                                           | 作詞・作曲: 菅波栄純 編曲: Gacharic Spin・菅波栄純                                                          |
| 2020年4月3日          | ACCAMER                                       | 『Into the blue's』 （Digital Single）                  | Into the blue's （TVアニメ『LISTENERS リスナーズ』オープニング主題歌） | 編曲: 菅波栄純・じん                                                                                        |
| 2023年                | 田中恵玲奈                                    | 『今夜』                                                | 今夜（テレビ東京系ドラマ『くすぶり女とすん止め女』劇中メインテーマ）   | プロデュース                                                                                                |
| 2024年10月9日         | BLUEGOATS                                     | 『解散』                                                | 1. 解散                                                                | 作編曲: 菅波栄純 作詞: ほんま・かいな                                                                       |

## ソロワーク（eijunプロジェクト）

### 作詞・作曲: eijun
| 配信スタート   | タイトル                                           | 備考                                      | MUSIC VIDEO                                |
| -------------- | -------------------------------------------------- | ----------------------------------------- | ------------------------------------------ |
| 2021年4月21日  | 『あいしてぬ (feat. さかな)』                      | Vocal: さかな Bass: 浩太郎                | Illustration: 柳すえ Movie: INPINE         |
| 2021年6月9日   | 『あいしてぬ REMIX (feat. さかな)』                | Vocal: さかな Bass: 浩太郎                | Illustration: 柳すえ                       |
| 2021年6月2日   | 『らぶこめみ (feat. さかな)』                      | Vocal: さかな Bass: 浩太郎                | Illustration: a37 Movie: INPINE            |
| 2021年6月23日  | 『らぶこめみ REMIX (feat. さかな)』                | Vocal: さかな Bass: 浩太郎                | Illustration: a37                          |
| 2021年7月7日   | 『君を、想う。 (feat. RINA)』                      | Vocal: RINA Bass: 浩太郎                  | Illustration: uma Movie: INPINE            |
| 2021年7月21日  | 『君を、想う。REMIX (feat. RINA)』                 | Vocal: RINA Bass: 浩太郎                  | Illustration: uma                          |
| 2021年8月4日   | 『雨宿りと君の気持ち (feat. YOCO)』か              | Vocal: YOCO from illiomote Bass: 浩太郎   | Illustration: いろひつ Movie: INPINE       |
| 2021年8月18日  | 『雨宿りと君の気持ちREMIX (feat. YOCO)』           | Vocal: YOCO from illiomote Bass: 浩太郎   | Movie: INPINE                              |
| 2021年8月25日  | 『ゆうても曖昧だ (feat. さかな)』                  | Vocal: さかな                             | Illustration・Movie: eijun                 |
| 2021年９月8日  | 『きみがじごくにおちるなら (feat. POCHI) 』        | Vocal: POCHI                              | Illustration: 木目りん Movie: INPINE       |
| 2021年9月22日  | 『きみがじごくにおちるならREMIX (feat. POCHI) 』   | Vocal: POCHI                              | -                                          |
| 2021年10月6日  | 『てえてえてえ (feat. さかな)』                    | Vocal: さかな                             | Illustration: あにゃぱんぱか Movie: INPINE |
| 2021年10月20日 | 『てえてえてえREMIX (feat. さかな)』               | Vocal: さかな                             | -                                          |
| 2021年11月5日  | 『愛の蹂躙 (feat. アンジェリーナ1/3)』             | Vocal: アンジェリーナ1/3（Gacharic Spin） | Illustration: MAMAKARI AKARI Movie: INPINE |
| 2021年11月17日 | 『愛の蹂躙REMIX (feat. アンジェリーナ1/3)』        | Vocal: アンジェリーナ1/3（Gacharic Spin） | Illustration: MAMAKARI AKARI               |
| 2021年11月25日 | 『くたくた (feat. さかな)』                        | Vocal: さかな                             | Illustration: eijun Movie: eijun           |
| 2021年12月22日 | 『きっと約束を破るだろう (feat. yucco)』           | Vocal: yucco                              | Illustration：水華ろに                     |
| 2021年12月29日 | 『きっと約束を破るだろう REMIX (feat. yucco)』     | Vocal: yucco                              | Illustration：水華ろに                     |
| 2022年1月5日   | 『スタートライン (feat. アンジェリーナ1/3)』       | Vocal: アンジェリーナ1/3                  | Illustration：さなやま                     |
| 2022年1月19日  | 『スタートライン REMIX (feat. アンジェリーナ1/3)』 | Vocal: アンジェリーナ1/3                  | Illustration：さなやま                     |
| 2022年2月9日   | 『卒業式の日、告ります。 (feat. みゆはん)』        | Vocal: みゆはん                           | Illustration：木目りん                     |
| 2022年2月23日  | 『卒業式の日、告ります。 REMIX (feat. みゆはん)』  | Vocal: みゆはん                           | Illustration：木目りん                     |
| 2022年7月13日  | 『Rondo (feat. さかな)』                           | Vocal: さかな                             | Illustration：いこちや                     |
| 2022年7月27日  | 『Rondo REMIX (feat. さかな)』                     | Vocal: さかな                             | Illustration：いこちや                     |
| 2022年8月17日  | 『ねたふりす (feat. さかな)』                      | Vocal: さかな                             | Illustration：INPINE                       |
| 2022年9月7日   | 『ねたふりす REMIX (feat. さかな)』                | Vocal: さかな                             | Illustration：INPINE                       |
| 2022年9月21日  | 『恋愛くたばれ同好会 (仮) (feat. さかな)』         | Vocal: さかな                             | Illustration：INPINE                       |
| 2022年10月5日  | 『恋愛くたばれ同好会 (仮) REMIX (feat. さかな)』   | Vocal: さかな                             | Illustration：INPINE                       |
| 2022年10月26日 | 『修羅場とlover (feat. 佐々木亮介&さかな)』        | Vocal: 佐々木亮介&さかな                  | Illustration：INPINE                       |
| 2022年11月9日  | 『修羅場とlover REMIX (feat. 佐々木亮介&さかな)』  | Vocal: 佐々木亮介&さかな                  | Illustration：INPINE                       |
| 2022年12月21日 | 『さんたさんだ feat. さかな』                      | Vocal: さかな                             | Illustration：eijun                        |
| 2023年2月8日   | 『われわれだ feat. さかな』                        | Vocal: さかな                             | Illustration：eijun                        |
| 2023年3月8日   | 『ぽんぽんプリンセス feat. さかな』                | Vocal: さかな                             | Illustration：eijun                        |
| 2023年4月19日  | 『口内￥ feat. さかな』                            | Vocal: さかな                             | Illustration：eijun                        |
| 2023年6月7日   | 『確かめてよ feat. さかな』                        | Vocal: さかな                             | Illustration：eijun                        |
| 2023年8月2日   | 『友達以上 feat. さかな』                          | Vocal: さかな                             | Illustration：eijun                        |
| 2023年9月13日  | 『片思いの気持ち feat. さかな』                    | Vocal: さかな                             |                                            |
| 2023年10月25日 | 『ロックンロール feat. さかな』                    | Vocal: さかな                             |                                            |
| 2023年12月6日  | 『エビガナ feat. さかな』                          | Vocal: さかな                             |                                            |
| 2024年1月31日  | 『ギャップはまずいよ feat. さかな』                | Vocal: さかな                             |                                            |

### 楽曲提供
| 発売日・ 配信スタート | アーティスト名 | タイトル                                | 収録曲                                                    | 備考 |
| --------------------- | -------------- | --------------------------------------- | --------------------------------------------------------- | --- |
| 2021年10月4日         | 富金原佑菜     | 『You're my perfect mirror』            | You're my perfect mirror （TVアニメ『境界戦機』EDテーマ） | 作詞・作曲・編曲、サウンドプロデュース: eijun |
| 2021年10月20日        | みゆはん       | 『かいこ』                              | 3. 脳内リピートエンドレスソング                           | 作詞・作曲：eijun 編曲：eijun & KOUICHI[Diosta inc.] Programming：eijun & KOUICHI [Diosta inc.] Guitars：eijun Bass：春日俊亮[Diosta inc.] Mixed by さぶろう[Cloud Nine inc.] |
| 2022年2月2日          | 逹瑯           | 『非科学方程式』                        | 1. 赤い糸                                                 | 作詞・作曲：eijun |
| 2022年2月16日         | JUNNA          | 『風の音さえ聞こえない』                | 1.風の音さえ聞こえない                                    | 作詞：eijun、作曲：R・O・N |
| 2022年2月16日         | じん           | 『アレゴリーズ』                        | 4. MERMAID 5. VANGUARD                                    | 作詞・作曲：じん、編曲：eijun |
| 2022年7月6日          | OST            | 『くノ一ツバキの胸の内 あかね組音楽集』 | 10.あかね組活動日誌 ～子班～                              | 作詞：くまのきよみ、作曲：白戸佑輔・eijun、編曲：eijun |
| 2022年8月5日          | JUNNA          | 『曖昧な2人』                           | 2.革命のメロディ                                          | 作詞・作曲・編曲：eijun |
| 2023年4月12日         | JUNNA          | 『Dear』                                | 9.風の音さえ聞こえない                                    | 作詞：eijun |

## 書籍
- THE BACK HORN 菅波栄純 × GiGS Presents 異端の作曲術（2022年4月13日、シンコーミュージック、9784401651962）

## 出演イベント
- 2011年10月29日 - 夢チカLIVE VOL.72（山田将司とともに出演）
- 2015年08月08日 - ROCK IN JAPAN FESTIVAL 2015（「スガシカオ with 菅波栄純」名義で出演）
- 2015年08月16日 - SUMMER SONIC 2015（「スガシカオ with 菅波栄純」名義で出演）
- 2015年09月04日 - 23rd Sunset Live 2015 -Love & Unity-（「スガシカオ with 菅波栄純」名義で出演）
- 2015年12月28日 - FM802 ROCK FESTIVAL RADIO CRAZY 2015（「スガシカオ with 菅波栄純」名義で出演）
- 2016年01月26日 - music bar S.O.Ra.5周年記念「初夢 音遊び」
- 2016年04月30日 - ARABAKI ROCK FEST.16（「スガシカオ with 菅波栄純」名義で出演）
- 2016年10月09日 - ビクターロック祭り×MBS音祭～2016大阪・秋の陣～supported by uP!!（「スガシカオ with 菅波栄純」名義で出演）
- 2017年02月08日 - GREAT TRIANGLE TOUR 2017決起集会
- 2017年03月09日 - 内田勘太郎 YOKOHAMA MEETING Vol.31
- 2017年05月03日 - 内田勘太郎 YOKOHAMA MEETING Vol.32
- 2019年08月28日 - Thank you, ROCK BANDS! 〜UNISON SQUARE GARDEN 15th Anniversary Tribute Live〜（山田将司とともに出演）